# Черкаська загальноосвітня школа № 10
Черкаська загальноосвітня  І-ІІІ ступенів № 10 — загальноосвітній навчальний заклад у місті Черкаси.

## Історія
Школа була відкрита 1967 року. З 1971 по 1985 роки школа була базовою з поглибленого вивчення іспанської мови. У період з 1995 по 2003 роки школа була спортивного профілю. З 2005 року у закладі поглиблено вивчається математика та філологія.

### Директори
- 1967—1978 — Степченко К. Я.
- 1978—1983 — Редько В. Г.
- 1983—1986 — Старовойтова З. Е.
- 1986—1988 — Пономаренко Л. М.
- 1988—1992 — Сигула В. М.
- 1992—1996 — Змієвська Н. С.
- 1996—1999 — Балицька В. А.
- 1999—2011 — Шевченко І. І.
- з 2011 — Хилько В. І.

## Структура
Педагогічний колектив складається із 44 учителів, з яких 24 мають вищу категорію, 13 — першу категорію та 4 — другу категорію, 5 мають звання «учитель-методист», 10 — звання «старший учитель».
Заклад має 30 кабінетів, бібліотеку, 2 спортивних зали, логопедичний пункт, медпункт, актовий зал, кабінет психолога, майстерні та їдальню.

## Спорт у школі
В загальноосвітній школі № 10 існують такі спортивні секції :
- баскетбол;
- волейбол;
- кікбоксинг;
- настільний теніс;
- футбол.

Починаючи з 2011 року шкільна жіноча команда з волейболу щороку виграє Спартакіаду школярів серед шкіл Черкас, де участь у змаганнях беруть 19 навчальних закладів. Ще кожного року у школі проводиться Олімпійський тиждень, де нагороджують спортсменів школи. Учням пропонують подивитися майстер-класи з кікбоксингу, футболу та волейболу.
Також у школі розвинений баскетбол. 16 лютого 2016 року до школи завітали гравці БК «Черкаські мавпи» Олександр Кобець та Антон Давидюк. У спортивній залі школи зібралися учні, щоб поспілкуватись зі своїми кумирами баскетболу.
15 жовтня 2015 року до школи для проведення майстер-класу для учнів завітали футболісти ФК «Черкаський Дніпро». Захисники Денис Балан, Роман Гончаренко, півзахисник Андрій Сторчоус та нападник Олександр Батальський протягом 45 хвилин навчали вмілому поводженні з м'ячем. На завершення майстер-класу відбувся невеликий матч між командами учнів, за які грали і футболісти «Черкаського Дніпра».
2015 року, після чотирирічної перерви, вихованці школи відродили участь в спортивних змаганнях з кікбоксингу на всеукраїнському рівні. Загалом учні вибороли 6 золотих та 2 бронзові медалі.